# Acer nigrum
Acer nigrum är en kinesträdsväxtart som beskrevs av Michx. f.. Acer nigrum ingår i släktet lönnar, och familjen kinesträdsväxter. Inga underarter finns listade i Catalogue of Life.